# Doboj

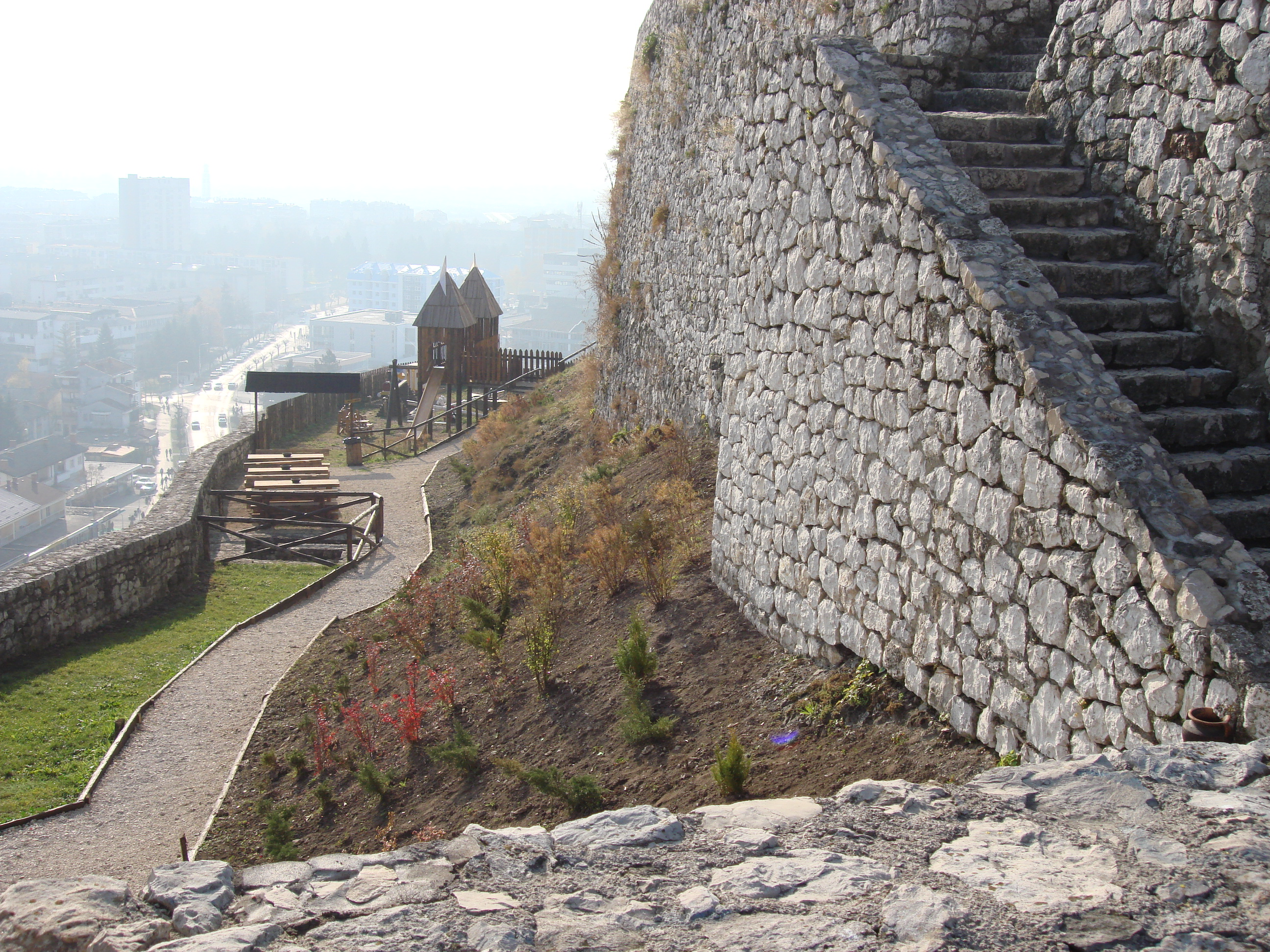
Vista de Doboj da fortaleza

Doboj (cirílico: Добој) é uma cidade no norte da Bósnia e Herzegovina, situada na parte norte da Republika Srpska. Doboj é a maior junção ferroviária nacional e, como tal a Corporação Ferrovias da Bósnia e Herzegovina esta localizada em Doboj. É uma das cidades mais antigas do país e um dos mais importantes centros urbanos no Norte da Bósnia e Herzegovina.